# Фомин, Фёдор Фролович
Фёдор Фро́лович Фоми́н (16 февраля 1915, с. Петровка, Бузулукский уезд, Самарская губерния, Российская империя — 16 февраля 1942, у деревни Погостье, Кировский район, Ленинградская область, РСФСР, СССР) — советский танкист, лейтенант (11 июля 1941 года), командир взвода 1-го отдельного танкового батальона 124-й танковой бригады Красной армии ВС СССР. Герой Советского Союза (6 февраля 1942 года).

## Биография
Фёдор Фомин родился 3 февраля 1915 года в селе Петровка Бузулукского уезда Самарской губернии Российской империи (ныне — Курманаевского района Оренбургской области), в крестьянской семье.
В 1930 году окончил сельскую среднюю школу, в 1933 году — школу фабрично-заводского ученичества в городе Бузулуке Оренбургской области, в 1935 году — учебный комбинат при меланжевом комбинате в городе Барнауле Алтайского края. С 1933 года работал на этом комбинате мастером меланжевого цеха, затем — инструктором в Барнаульском городском комитете ВЛКСМ. Член ВКП(б).
В рядах Красной армии — с 1936 года.
В начале 1940 года Федор вновь надевает военную форму – служит в 630 стрелковом полку, а затем поступает в Саратовское танковое училище. Первый год учебы пролетает незаметно. Но начинается Великая Отечественная война. Программа училища была сокращена и 11 июля 1941 года первая группа выпускников была направлена в действующую армию. В их числе и младший лейтенант Фомин
На фронте в Великую Отечественную войну — с июля 1941 года.
11 июля 1941 года Фёдору Фомину присвоено воинское звание лейтенанта.
Командир взвода 1-го отдельного танкового батальона 124-й танковой бригады РККА, на вооружении которой стояли тяжёлые танки «Климент Ворошилов» (КВ), лейтенант Фёдор Фомин особо отличился в боях 16 ноября 1941 года за посёлок Усть-Тосно Ленинградской области: 

«В боях за Усть-Тосно, лейтенант Фомин проявил мужество и героизм, показал себя отважным командиром и воином. 16 ноября, под ураганным артиллерийским огнём противника, тов. Фомин смело повёл свой танк на немецкие укрепления, на ходу расстреливая и давя гусеницами живую силу и технику врага. Когда была подбита машина, Фомин со своим экипажем не бросил её и в течение 5 суток экипаж не выходил из танка, беспощадно расстреливая из пушек и пулемётов немецких солдат и офицеров. Все попытки фашистов захватить и уничтожить советский танк и его героический экипаж кончились провалом. На шестые сутки танк Фомина был эвакуирован с поля боя. За 5 суток тов. Фомин уничтожил 6 дзотов, 2 противотанковых пушки и свыше 180 солдат и офицеров.»— Их представления (наградного листа) к присвоению лейтенанту Фомину Ф. Ф. звания Героя Советского Союза с вручением ордена Ленина и медали «Золотая Звезда» от 6 февраля 1942 года.
Указом Президиума Верховного Совета СССР от 6 февраля 1942 года «за образцовое выполнение боевых заданий Командования на фронте борьбы с немецкими захватчиками и проявленные при этом отвагу и геройство» лейтенанту Фомину Фёдору Фроловичу присвоено звание Героя Советского Союза с вручением ордена Ленина и медали «Золотая Звезда».
Однако получить высшие награды Родины Фёдор Фролович Фомин не успел. 16 февраля 1942 года, в свой день рождения, в бою у деревни Погостье Кировского района Ленинградской области он погиб. Был похоронен в братской могиле у деревни Погостье. После войны перезахоронен в братской могиле в посёлке Новая Малукса Кировского района Ленинградской области.

## Память
- Стела с барельефом Героя Советского Союза Фёдора Фроловича Фомина установлена в селе Курманаевка Курманаевского района Оренбургской области. Одна из улиц села носит имя Героя.
- В 1980 году имя Фомина Ф. Ф. присвоено профессиональному училищу № 19 города Барнаула. Во дворе училища в 1985 году открыт памятник.